# Sześcioszparowate
Sześcioszparowate (Hexanchidae) – rodzina drapieżnych, morskich ryb z rzędu sześcioszparokształtnych (Hexanchiformes), występujących we wszystkich gorących i ciepłych wodach Oceanu Atlantyckiego, Indyjskiego i Pacyfiku, nad szelfem i stokiem.

## Cechy charakterystyczne
Ciało wysmukłe. Płetwa grzbietowa położona przy nasadzie ogona, nad płetwą odbytową. Silnie rozwinięta płetwa ogonowa zajmuje ok. 1/3 długości całkowitej. Duże płetwy piersiowe, w kształcie trójkąta. Zęby górnej szczęki różnią się od zębów żuchwy.
Ryby z rodzaju Hexanchus mają sześć, a z rodzajów Heptranchias i Notorynchus – siedem par szczelin skrzelowych. Osiągają od 140 do 480 cm długości. Największe rozmiary osiąga sześcioszpar szary (Hexanchus griseus).

## Klasyfikacja
Rodzaje zaliczane do tej rodziny:
- Heptranchias Rafinesque, 1810 – jedynym żyjącym współcześnie przedstawicielem jest Heptranchias perlo (Bonnaterre, 1788) – siedmioszpar
- Hexanchus Rafinesque, 1810
- Notorynchus Ayres, 1855 – jedynym żyjącym współcześnie przedstawicielem jest Notorynchus cepedianus (Péron, 1807) – siedmioszpar plamisty

Rodzaje wymarłe:
- Notidanoides Maisey, 1986
- Notidanodon Cappetta, 1975
- Paraheptranchias Pfeil, 1981
- Pseudonotidanus Underwood & Ward, 2004
- Weltonia Ward, 1979

Heptranchias jest czasem umieszczany we własnej rodzinie Heptranchiidae (siedmioszparowate), a Notorynchus w Notorynchidae.